# Модерна архитектура
Модернистичка архитектура је врло широк појам који обухвата многе стилове и грађевине са сличним карактеристикама у архитектури, примарно је поједностављење форме и одстрањивање декорације. У 40.- тим годинама ове грађевине су биле производ минималистичких и функционалистичких тенденција и јављају се у целом свету уједињене у интернационални стил. Може се сматрати да се модернизам развијао од око 1918. – 1975. године и ова архитектура се заснивала на новој методи стварања која су по правилу била одвођена од форме, функције и конструкције.
Међу најважнијим покретима у историји архитектуре, који су мање-више директно утицали на сву архитектуру и урбанизам 20. века, упамћени су као Господари покрета Ле Корбизје, Лудвиг Мис ван дер Рое, Валтер Гропијус, Френк Лојд Рајт, Алвар Алто и други.

## Појам
Назив „модернизам“ је одвођен из француског језика који обележава савременост под овим појмом се код неких историчара уметности подразумева и постмодерна архитектура. Овакав термин користи се у неким земљама којим се обележава уметност сецесије која се у разним земљама јавља под различитим именима.

## Карактеристике
Неки историчари виде еволуцију модерне архитектуре као социјали рад који је близу повезан са пројектом модерности и резултат је друштвених и политичких револуција. Други је виде као примарно управљање технолошких и техничких могућности и развоја и доступност нових материјала као челик, гвожђе, бетон и стакло и виде савремене зграде као део индустријске револуције. Кристална палата Јосеф Пакстона на изложби 1851. јесте рани пример а можда најбољи је пример облакодер у Чикагу који је реализовао Луис Саливен 1890. године. Други опет историчари уметности сматрају наступање модерне архитектуре у вези са реакцијом на еклектицизам и историцизам 19. века.
Било ко да је од њих у праву око 1900.- те године многи архитекти по целом свету развијали су нове тенденције у архитектури у вези са новим технолошким могућностима. Рад Луис Саливена у Чикагу, Виктор Хорта у Бриселу, Антони Гаудија у Барселони, Ото Вагнера у Бечу може да се обележи као борба старог и новог у архитектури.
Велика тројка обично распознавана као Ле Корбизје у Француској, Лудвиг Мис ван дер Рое и Валтер Гропијус у Немачкој који су обадва били и директори Баухауса једне од многих европских школа које су усмеравале традиције у уметности и занатима. Френк Лојд Рајт је утицао на каријере европских модерниста и ако је он одбио да се у њих сврстава својом органском архитектуром у којој је одредио теорију и принципе.
У 1932. години дошла је важна МОМА изложба као приказ савремене уметности чији су организатори били Филип Џонсон и Хенри- Русел Хичкок и који су приказали трендове савремене архитектуре која је нити зближила и упознала свет са пробијањем тзв. интернационалног стила у архитектури. Са Другим светским ратом многи важни архитекти баухауса су отишли у САД и тамо наставили рад. Модерни облакодери решени су на једноставан начин без декорације и примењују нове материјале, као челик, стакло и армирани бетон. 
Стил је постао највише евидентан у дизајну облакодера. Критичари међународног стила су изјављивали да њихова оштра правоугаона геометрија није примерена за људе. Ле Корбизје је описао зграде као „машине за становање“ али људи нису машине и не желе да живе у машини. Током средине века неки архитекти су започели експерименте са органском архитектуром и овом формом су дошли до људскијег односа у својим решењима. Средњи модернизам века или органски модернизам био је прихваћен због његове природе која се окреће ка игри. Алвар Алто и Еро Саринен били су два најплоднија архитекта у овом покрету који је утицао на модерну архитектуру савременика.
Модерна архитектура је током 60-их година изгубила свој смисао и била је потиснута наступањем постмодерне архитектуре.

## Особине
- Одбацивање историјских стилова као архитектонских форми историзма
- Принцип да материјал и функција одређују резултат
- Одбацивање декорације
- Поједностављивање форме и одбацивање „непотребног детаља“
- Давање нагласка на структуре материјала

## Неке од фраза у модерној архитектури
- „Форма следи функцију“- Луис Саливен
- „Мање значи више“ Лудвиг Мис ван дер Рое
- „Мање је више једино када је више превише“ Френк Лојд Рајт

## Стилови у оквиру модерне архитектуре
- Архитектура експресионизма
- Нојес бауен
- Органска архитектура
- Дојчер веркбунд
- Нова стварност
- Баухаус
- Архитектура функционализма
- Конструктивистичка архитектура
- Архитектура рационализма
- Де Стијл
- Архитектура минимализма
- Послератна модерна
- Интернационални стил у архитектури
- Архитектура брутализма
- Критички регионализам

## Изабрани представници модернизма
- Алвар Алто (Alvar Aalto)
- Петер Беренс (Peter Behrens)
- Макс Берг („Max Berg“)
- Марцел Броер (Marcel Breuer)
- Гордон Бунсхафт (Gordon Bunshaft)
- Ле Корбизије (Le Corbusier)
- Валтер Гропијус (Walter Gropius)
- Иго Херинг (Hugo Häring)
- Филип Џонсон (Philip Johnson)
- Иван Леонидов  (Iwan Leonidow)
- Пјер Луиђи Нерви (Pier Luigi Nervi)
- Рихард Неутра (Richard Neutra)
- Оскар Нимајер (Oscar Niemeyer)
- Ханс Пелциг (Hans Poelzig)
- Адолф Радинг (Adolf Rading)
- Герит Реитвелд (Gerrit Rietveld)
- Лудвиг Мис ван дер Рое (Ludwig Mies van der Rohe)
- Ханс Шарон (Hans Scharoun)
- Алисон Смитсон и Петер Смитсон (Alison Smithson и Peter Smithson)
- Март Стам („Mart Stam“)
- Хелена Сиркус и Шимон Сиркус (Helena и Szymon Syrkus)
- Френк Лојд Рајт (Frank Lloyd Wright)

## Галерија
- Барселона, Немачки павиљон за светску изложбу 1929. (реконструкција)
- Павиљон за светску изложбу, детаљ 1
- Павиљон за светску изложбу, детаљ 2
- Павиљон за светску изложбу, детаљ 3
- Кућа Естер (лево), Кућа Ланге (десно), у Крефелду
- Зграда IBM у Чикагу
- Стамбена зграда у Штутгарту